# 루이스 올리베이라
루이스 아이르통 바로수 "룰루" 올리베이라(포르투갈어: Luís Airton Barroso "Lulù" Oliveira, 1969년 3월 24일 ~ )는 브라질 출신의 벨기에의 전 축구 선수이다.
1988년 주필러 리그의 RSC 안데를레흐트에서 프로 무대에 데뷔했으며, 1992년 세리에 A의 칼리아리 칼초로 이적한 뒤 ACF 피오렌티나, 볼로냐 FC 1909, 칼초 코모, 칼초 카타니아, 포자 칼초, 베네치아 FC, AS 루케세 리베르타스 1905, 누오레세 칼초, 데르토나 FBC 1908 등 여러 클럽을 거치며 활약하였다. 이후 2011년 이탈리아 5부 리그의 무나베라에서 은퇴를 선언하였다.
또한 1992년 벨기에 축구 국가대표팀에 데뷔한 뒤 1999년까지 총 31경기에서 7골을 득점하는 활약을 보였으며, 1998년 FIFA 월드컵에 국가대표팀의 일원으로 참가하였다.
은퇴 이후 무나베라의 감독을 거쳐 아우로라 프로 파트리아 1919, 플로리아나 FC의 감독을 역임하였다.